# Одиссей и сирены (картина Уотерхауса)
«Одиссей и сирены» (англ. Ulysses and the Sirens) — картина британского художника-прерафаэлита Джона Уильяма Уотерхауса, написанная в 1891 году. Находится в Национальной галерее Виктории в Мельбурне (Австралия).

## Сюжет и описание
На полотне изображена сцена из древнегреческого эпоса «Одиссея» Гомера, в которой демонические существа сирены пытаются своей чарующей песней заманить главного героя Одиссея и его команду к смертоносным водам. Согласно поэме Гомера, команда Одиссея закрыла уши, чтобы не слышать пения сирен, но Одиссей, желая услышать их пение, приказал своей команде привязать его к мачте, чтобы он мог иметь удовольствие слушать, не рискуя собой и своим кораблём.
Самым противоречивым аспектом картины Уотерхауса было изображение сирен, поскольку оно сильно отличалось от представлений современной ему Викторианской эпохи. Многие из первых зрителей ожидали увидеть сирен в виде нимф, похожих на русалок, но были удивлены, обнаружив в них птицеподобных существ с женскими головами. Тем не менее во время первой выставки искусствовед и критик журнала The Magazine of Art Марион Х. Спилманн отметил, что идея сирен-полуптиц-полуженщин поддерживается изображениями сирен, аналогичными сиренам Уотерхауса, на классических греческих вазах. 
На более поздней картине (ок. 1900) Уотерхаус использовал более традиционный образ сирены.

## История
Картина была впервые выставлена в 1891 году в Королевской академии в Лондоне и получила признание критиков за творческое и романтическое изображение предмета. В июне того же года сэр Губерт фон Геркомер купил эту работу для Национальной галереи Виктории, в которой с тех пор полотно находится.